# Stax Records
Stax Records est un label discographique américain, basé à Memphis, Tennessee. Créée sous le nom de Satellite Records à Memphis en 1958 par Jim Stewart et sa sœur, Estelle Axton, Stax est devenue dans les années 1960 une des maisons de production les plus importantes de la musique soul (la Motown sera sa principale concurrente), avant de fermer ses portes en 1975. Stax a repris ses activités en 2007, sur l'initiative du label Concord.

## Histoire

### Origines
Né en 1930 à Middleton, dans le Tennessee, Jim Stewart arrive en ville après la Seconde Guerre mondiale pour y tenter sa chance comme musicien country. Peinant à s'imposer sur la scène locale, il renonce pour travailler dans une banque. Mais en 1958, le succès remporté par un enfant du pays, Elvis Presley, le pousse à créer son propre label discographique, baptisé Satellite, un terme particulièrement à la mode peu après le lancement du Spoutnik. Rencontrant peu de succès, Stewart doit demander l'aide financière de sa sœur, Estelle Axton, qui investit dans la société l'argent de l'hypothèque de sa maison.
Au départ spécialisée dans la Country, Satellite se lance en 1959 sur le marché de la musique noire en enregistrant The Veltones. La société poursuit dans cette veine rhythm and blues en produisant 'Cause I Love You, de Rufus Thomas et sa fille Carla Thomas. Sorti en 1960, le single sera le premier succès de Satellite.

### Premiers succès

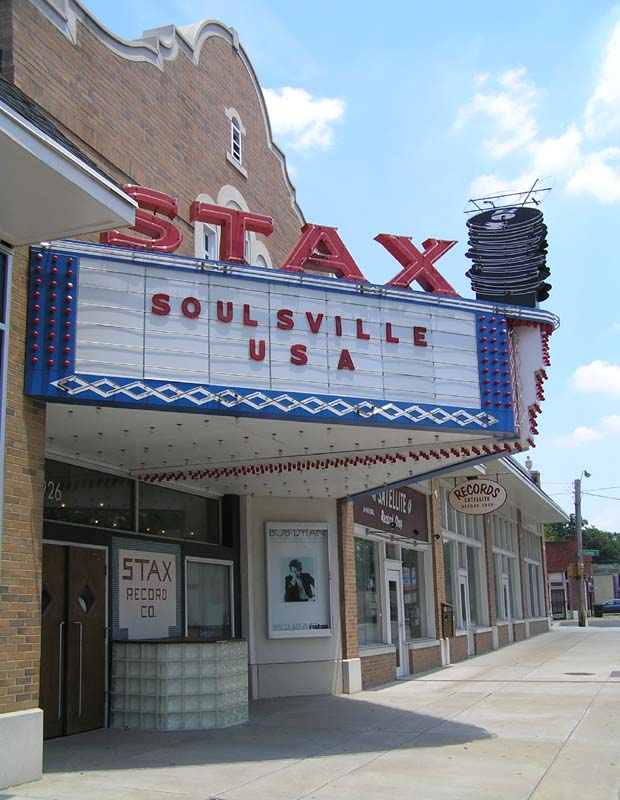
Entrée de Stax Records à Memphis en 2007.

Ce succès vaut à Satellite de signer un contrat de distribution avec la célèbre firme Atlantic Records, sur l'initiative du producteur Jerry Wexler. Leur second tube est la chanson Gee Whiz de Carla Thomas en solo, parue en 1961, premier titre Satellite à se classer dans les Top10 RnB et Pop du magazine Billboard. La même année, ils obtiennent un succès encore supérieur avec Last Night des Mar-Keys, le groupe de Steve Cropper et Packy Axton, fils d'Estelle, qui se vend à plus d'un million d'exemplaires et se classe second du hit-parade RnB et troisième meilleure vente Pop.
Poursuivi en justice par une marque de la Côte Ouest qui possède déjà le nom Satellite, Jim Stewart rebaptise alors le label « Stax Records » (de STewart et AXton). Illustration de la politique d'intégration raciale de Stax, inédite à l'époque dans le Sud des États-Unis, c'est un groupe mixte (comprenant des musiciens noirs et blancs), Booker T. and the M.G.'s, qui offre à la société son premier no 1 sur les hit-parades RnB avec l'instrumental Green Onions. Booker T. and the MG's devient ensuite le « groupe maison » de Stax, accompagnant la quasi-totalité des artistes Stax dans les années 1960.

### Style musical

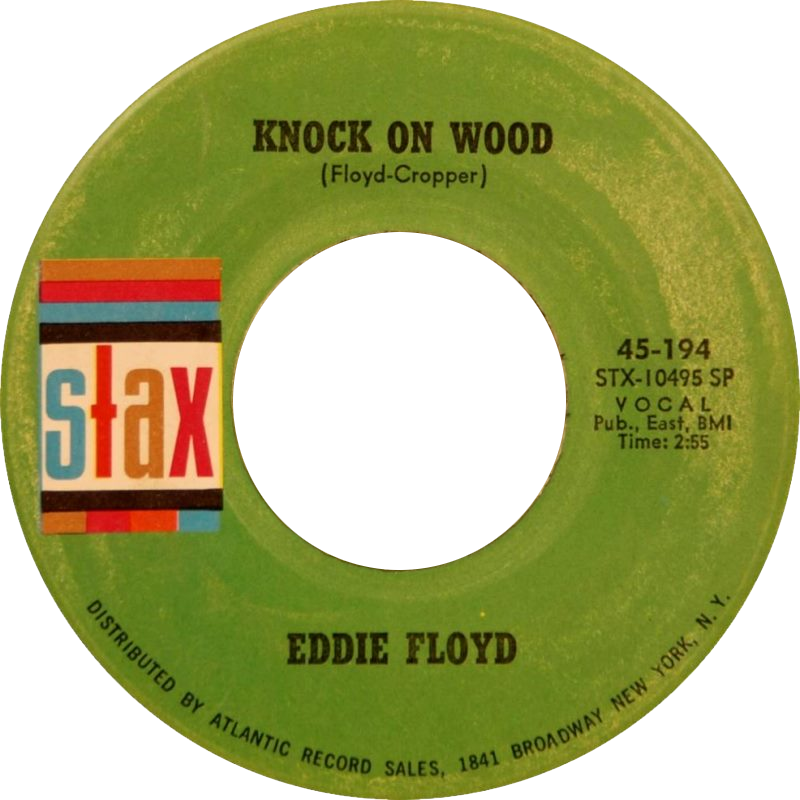
Étiquette de Knock on Wood d'Eddie Floyd publié chez Stax en 1966.

Le style musical de Stax, par opposition à celle de Chicago ou de Détroit, est généralement désignée sous le nom de « Southern soul » ou de deep soul (en référence au « deep South », le Sud profond). La soul de Memphis est issue du blues et du gospel, mais également influencée par la musique country. Le « son Stax », aussi appelé « Memphis Sound », est l'œuvre des collaborateurs de la société, souvent compositeurs et interprètes des morceaux : Isaac Hayes, David Porter ou encore Steve Cropper.
Le quartier général de Stax se situe alors dans les bâtiments désaffectés du cinéma Capitol de Memphis, 926 East McLemore Avenue, en plein milieu du ghetto noir de la ville. On y trouve les bureaux du label, son studio d'enregistrement et une boutique de disques qui sert de test pour les nouveautés maison.
Parmi les principaux interprètes de l'écurie Stax, on trouve alors Wilson Pickett (publié par Atlantic), Sam & Dave et surtout Otis Redding, son artiste le plus réputé.
Cherchant à se rapprocher du public noir en ces temps de tension raciale, Jim Stewart recrute en 1965 un jeune disc jockey, Al Bell, qui deviendra sept ans plus tard copropriétaire de la marque. Sous l'influence de Bell, Stax diversifie son catalogue en signant les groupes et artistes blues Albert King et gospel The Dixies Nightingales et The Rance Allen Group, tout en renforçant son image soul avec Eddie Floyd ou Johnnie Taylor, meilleur vendeur de Stax à partir de 1968.
Au fil des années, les dirigeants de Stax créent ou rachètent de nombreux sous-labels. Volt Records est créé dès 1962 et publie, entre autres, tous les disques d'Otis Redding. Safice et Chalice Records sont deux divisions éphémères créées en 1964 et 1965. Jotis est un label créé par Otis Redding en 1965 et distribué par Stax. Koko Records (NYC), de Johnny Bailor, est distribué par Stax à partir de 1966 avant d'être racheté par la firme en 1969. H.I.P., créé en 1966, réalise des productions plus pop. Respect Records n'édite que 8 singles entre 1970 et 1975. Les autres sont Enterprise créé en 1968, We Produce et Warren en 1970, The Gospel Truth en 1972 (qui devient simplement Truth Records à partir de 1974) et Partee en 1973 (uniquement 3 singles publiés). D'autres petits labels indépendants sont juste distribués par le groupe. C'est le cas de Magic Touch et Weis (1968), Fountain (1969), Front Page (1970), Hotwater et Dig (1971), Ardent (1972) et Privilege Records (1974). Future Stars, distribué par Truth, ne publie qu'un seul single.

### Changement d'image

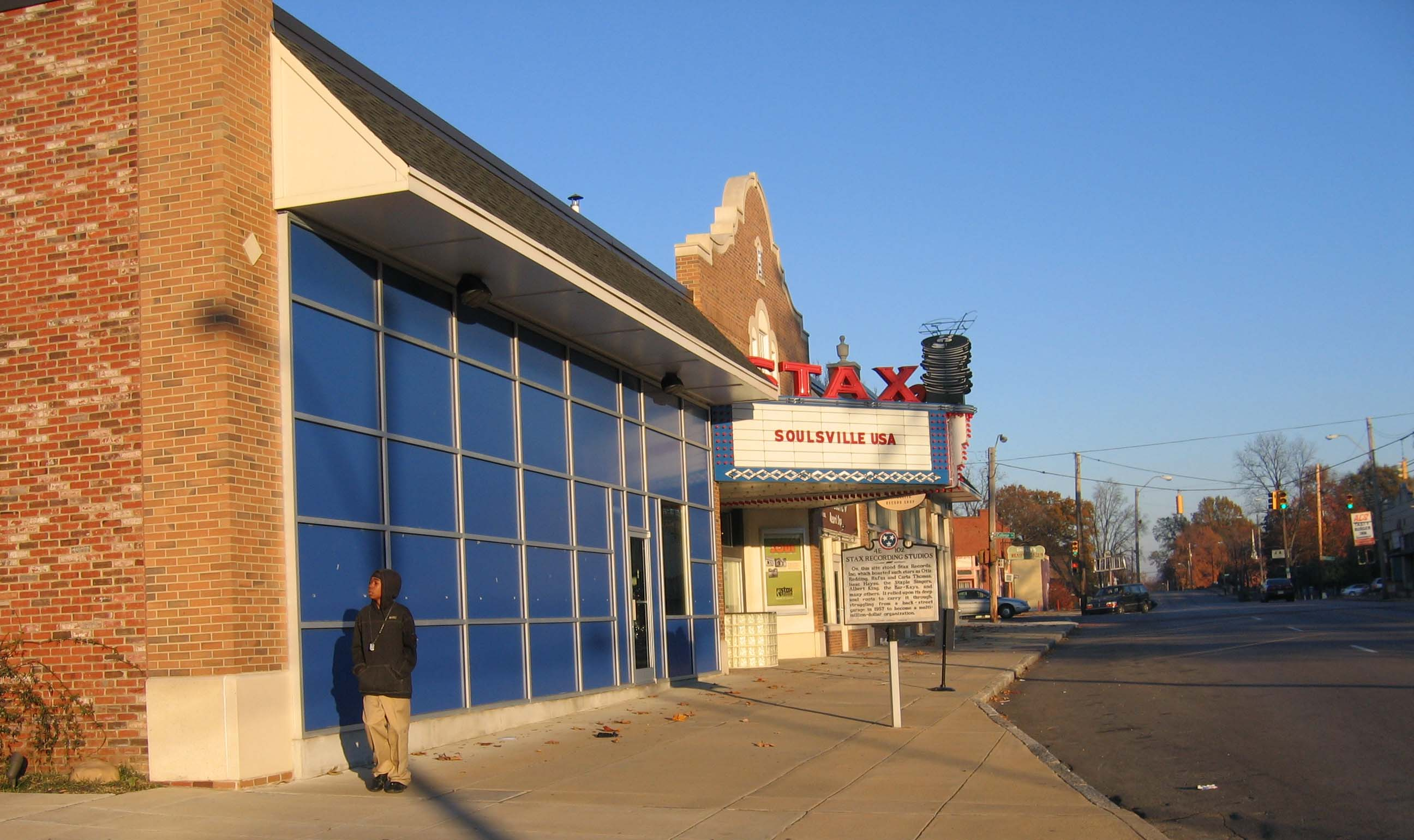
Le musée Stax Records à Memphis.

À partir de fin 1967, Stax est frappée par une série de coups durs : en décembre, Otis Redding décède dans un accident d'avion, alors que sa carrière prenait une dimension internationale. Début 1968, c'est Martin Luther King qui est assassiné, menaçant l'équilibre entre blancs et noirs qui est au cœur de Stax. Enfin, Atlantic Records, racheté par la Warner, rompt son partenariat avec Stax et conserve l'intégralité des bandes enregistrées par le label. Devenu vice-président de Stax, Al Bell riposte en orientant l'image du label vers le mouvement de « fierté noire » qui agite alors les États-Unis : il remplace son logo par le dessin d'une main claquant des doigts qui, de blanche, devient rapidement noire, et enregistre des artistes emblématiques comme Isaac Hayes. Un accord financier avec l'entreprise pétrolière Gulf+Western permet à Stax de s'orienter massivement sur le nouveau marché du 33-Tours, qui remplace peu à peu les singles à la tête des ventes.
Au cours des années 1970, enregistrant de plus en plus souvent en dehors de son studio maison (notamment aux studios Muscle Shoals en Alabama), Stax abandonne peu à peu le Memphis Sound qui a fait sa renommée. Signant des artistes comme The Dramatics, The Staple Singers, The Emotions, The Soul Children ou Jean Knight, Stax joue également un grand rôle dans le cinéma Blaxploitation, dont Isaac Hayes signe la bande originale du film le plus marquant, Shaft. L'apogée de cette période est marquée par le festival Wattstax, concert géant donné en 1972 dans le quartier noir de Watts à Los Angeles avec toutes les stars de Stax. Présenté par le pasteur Jesse Jackson, figure du combat pour les droits civiques, cet évènement souvent qualifié de « Black Woodstock » impose définitivement Stax comme défenseur de la cause noire.

### Fin et renouveau
Mais au milieu des années 1970, les ennuis reprennent : le fisc américain découvre notamment dans les comptes de Stax des anomalies qui font penser que le label a pu financer illégalement certaines organisations nationalistes noires. Pire, le distributeur des disques Stax, CBS, semble décidé à couler ce concurrent encombrant. Le label tente de se désengager en recourant aux financiers de Memphis, mais ceux-ci n'ont guère l'intention d'aider cette firme "noire", et en 1975 Stax doit déposer son bilan.
Dans les décennies qui suivent, le catalogue Stax est exploité par le label Fantasy qui en réédite les disques phares. En 2007, profitant de sa fusion avec Fantasy, le label Concord ramène Stax à la vie, signant notamment Angie Stone, N'Dambi ou, après 30 ans de séparation, le vétéran Isaac Hayes.

## Principaux artistes
N.B. Les personnes cumulant les rôles de chanteur, musicien de studio, auteur, compositeur et/ou producteur ne sont indiqués qu'une seule fois.

### Interprètes
- The Bar-Kays
- William Bell
- Booker T. and the M.G.'s
- Shirley Brown (en)
- Veda Brown (en)
- Judy Clay
- Arthur Conley
- Delaney & Bonnie
- The Dramatics
- The Emotions
- Eddie Floyd
- Isaac Hayes
- Jimmy Hughes (en)
- Luther Ingram (en)
- Mable John
- Albert King
- Jean Knight
- Frederick Knight (en)
- Linda Lyndell
- Moms Mabley
- The Mad Lads (en)
- The Mar-Keys
- Mel and Tim (en)
- Little Milton
- David Porter
- David Prater
- Richard Pryor
- Otis Redding
- Wendy Rene
- Sam and Dave
- The Soul Children (en)
- The Staple Singers
- Mavis Staples
- Johnnie Taylor
- The Temprees (en)
- Carla Thomas
- Rufus Thomas

### Musiciens
- Packy Axton
- Ben Cauley
- Steve Cropper
- Donald Dunn
- Al Jackson, Jr.
- Wayne Jackson
- Booker T. Jones
- Andrew Love
- Gene « Bowlegs »Miller (en)
- Floyd Newman
- Don Nix (en)
- Lewie Steinberg
- Marvell Thomas (en)

### Autres
En tant qu'auteurs, compositeurs, producteurs, arrangeurs, ingénieurs du son, etc.
- Estelle Axton (en)
- Homer Banks (en)
- Al Bell
- Don Davis (en)
- Tony Hester
- Allen Jones (en)
- Chips Moman
- Tom Nixon
- Deanie Parker
- Mack Rice (en)
- Jim Stewart

### Artistes actuels
- Angie Stone
- Ben Harper and Charlie Musselwhite
- Lalah Hathaway
- Leela James
- Leon Ware
- N'Dambi
- Nathaniel Rateliff and the Night Sweats
- Nikka Costa
- Soulive (en)
- Teena Marie
- Warren Haynes